# 新井万央
新井 万央（あらい まお、2003年5月23日 - ）は、東京都出身の、日本の柔道選手。階級は78kg超級。身長171cm。体重85㎏。血液型A型。組み手は右組み。得意技は内股。

## 経歴
柔道は10歳の時に五十嵐道場で始めた。東松山北中学3年の時に全国中学校柔道大会の70kg超級で2位になった。夙川高校へ進むと、1年の時にはインターハイの個人戦78㎏超級では3回戦で敗れるも、団体戦では2位になった。その後埼玉栄高校に転校すると、3年の時にインターハイ団体戦で3位、個人戦ではオール一本勝ちで優勝した。全日本ジュニアでは3位だった。2022年には日体大へ進学した。1年の時には世界ジュニアの決勝でトルコのヒラル・エズテュルクと対戦すると、内股で技ありを取った後に抑え込んで一旦は合技で勝利するも、帯より下を掴んで投げたとして一本が取り消されるも、その後大内刈で一本勝ちして優勝を飾った。団体戦では決勝のトルコ戦でエズテュルクを腕緘で破ってチームの優勝を決めた。全日本ジュニアでは決勝で世界ジュニア3位だった環太平洋大学1年の椋木美希を破って優勝した。ベルギー国際ではジュニアの部決勝で椋木を破って優勝するも、翌日のシニアの部では決勝で椋木に敗れて2位だった。2年の時には体重別の準決勝でSBC湘南美容クリニックの児玉ひかるに大内刈で敗れて3位だった。ワールドユニバーシティゲームズでは、初戦でブラジルの アガタ・マルチンス・シルバに反則負けを喫した。3人先取で争われる団体戦では優勝したが、初戦から決勝まで前の選手が勝利を決めたことで一度も出番がなかった。全日本ジュニアでは決勝で椋木に技ありで敗れて2位だった。世界ジュニアでは決勝で椋木に反則勝ちして、今大会2連覇を達成した。団体戦では決勝のフランス戦でセリア・カンカンと対戦すると、技ありを先取されるも袈裟固で逆転勝ちしてチームの優勝を決めた。グランドスラム・東京では準決勝でイスラエルのラズ・ヘルシュコを崩袈裟固で破ると、決勝ではフランスのレア・フォンテーヌを崩上四方固で破って優勝した。グランドスラム・パリでは準々決勝でフォンテーヌに敗れると、その後の3位決定戦でもヘルシュコに反則負けして5位だった。3年の時には体重別の決勝でコマツの冨田若春に技ありで敗れて2位だった。しかし、最近の実績から世界選手権代表に選出された。アジア選手権では準々決勝でモンゴルのアマルサイハン・アディヤスレンに反則負けを喫するが、その後の敗者復活戦を勝ち上がって3位になった。団体戦では決勝のモンゴル戦でアマルサイハンを技ありで破るなどしてチームの優勝に貢献した。5月の世界選手権では3回戦で中国の徐仕妍に技ありで敗れた。世界団体では準決勝のウズベキスタン戦で勝利するも、決勝のフランス戦は自分の出番が回ってくる前にチームが優勝を決めた。グランドスラム・東京では準決勝で韓国のキム・ハユンを破ると、決勝ではIJF名義で出場したロシアのエリス・スタルツェワを崩袈裟固で破って、今大会2連覇を達成した。グランドスラム・パリでは準決勝で韓国のイ・ヒョンジに隅落で敗れて3位だった。4年の時には体重別の初戦で敗れた。しかし、これまでの実績から世界選手権代表に選ばれた。全日本選手権では3回戦で63㎏級の選手である日本エースサポートの谷岡成美に0－3の判定で敗れた。続くアジア選手権では準々決勝で中国のアイマン・ジネシヌエルに有効で敗れると、その後の3位決定戦でもイに敗れて5位だった。6月の世界選手権では決勝まで進むも、キム・ハユンに反則負けを喫して2位だった。世界団体では準々決勝のウズベキスタン戦で一本負けを喫するとその後出番はなく、チームも3位にとどまった。
IJF世界ランキングは1050ポイント獲得で36位(25/6/2現在)。

## 戦績
- 2018年 -　全国中学校柔道大会　2位(70㎏超級)
- 2019年 -　インターハイ　団体戦　2位
- 2021年 -　インターハイ　個人戦　優勝　団体戦　3位
- 2021年 -　全日本ジュニア　3位
- 2022年 -　スペインジュニア国際　優勝
- 2022年 -　世界ジュニア 個人戦　優勝　団体戦　優勝
- 2022年 -　全日本ジュニア　優勝
- 2022年 -　講道館杯　5位
- 2023年 -　ベルギー国際　ジュニアの部　優勝　シニアの部　2位
- 2023年 - 体重別　3位
- 2023年 -　ワールドユニバーシティゲームズ　団体戦　優勝
- 2023年 -　全日本ジュニア 2位
- 2023年 -　世界ジュニア 個人戦　優勝　団体戦　優勝
- 2023年 -　講道館杯　5位
- 2023年 -　グランドスラム・東京　優勝
- 2024年 -　グランドスラム・パリ　5位
- 2024年 - 体重別 3位
- 2024年 - アジア選手権 個人戦　3位　団体戦　優勝
- 2024年 - 世界団体　優勝
- 2024年 - グランドスラム・東京　優勝
- 2025年 - グランドスラム・パリ　3位
- 2025年 - アジア選手権　5位
- 2025年 - 世界選手権 2位
- 2025年 - 世界団体　3位

(出典、JudoInside.com)